# 京田辺松井インターチェンジ
京田辺松井インターチェンジ（きょうたなべまついインターチェンジ）は、京都府京田辺市にある第二京阪道路のインターチェンジ。八幡市の最寄りインターチェンジのひとつである。
京田辺TBに併設される形で、京田辺TBのゲートの両脇に京田辺松井ICの料金所が設けられる。しかし、徴収料金額の違いや通行券取扱の有無などの処理内容の違いのため、両者を明確に分ける必要があり、京田辺松井ICのランプと本線との分岐・合流は京田辺TBの門真方面寄りに設けられる。そのため、京田辺松井ICで出入する車両が京田辺TBを通過することはない。
建設時の仮称は、松井インターチェンジであった。

## 道路
- E89 第二京阪道路（5番）

## 接続する道路
- 国道1号（第二京阪道路一般部）

## 歴史
- 2010年3月20日 : 枚方東IC-門真JCT間開通に伴い京田辺松井インターチェンジ供用開始

## 隣
E89 第二京阪道路
(4) 八幡東IC - (10) 八幡京田辺JCT - 京田辺TB - (5) 京田辺松井IC - 京田辺PA - (6) 枚方東IC